# N-07A
docomo PRIME series N-07A（ドコモ プライム シリーズ エヌ ゼロ なな エー）は、日本電気（NEC）によって開発された、NTTドコモの第三世代携帯電話（FOMA）端末である。docomo PRIME seriesの端末。「SPORTS EDITION」の名称がある。

## 概要
「NEW amadana ケータイ」であったN-04Aをベースに、デザインをポップでアグレッシブなものに変更し、「スポーツ」をアピールした携帯電話。機能はN-04Aとほとんど変わらないが、コンセプトが大きく変わったため、N-04Aが属していたSMARTシリーズではなく、PRIMEシリーズに属している。
デザインは、N702iDやN703iDなどを手がけた、佐藤可士和が担当。背面が黒と白の市松模様でチェッカーフラッグを意識した「CHECKER」や、デジタルストップウォッチをイメージした、内蔵コンテンツでの7セグメントの数字表示など、スポーツをイメージさせるものとなっている。形状はN-04A端末がベースだが、開くと画面が起き上がるアークスライド機構を採用し、話す際の顔へのフィット感、メールを打つ際の画面の見易さを考慮した。液晶面は強化ガラスを採用している。
端末には加速度センサーを使ったコナミスポーツクラブが監修したランニング用iアプリ、「Enjoy Exercise」が搭載されており、距離や時間、ラップタイム消費カロリーなどランニング中に測定ができる。またスポーツ中にも、アプリから音楽を簡単に起動できるようになっている。
また、食事メニューのカロリーや栄養成分、自分の体型を調べることもできる専用のiウィジェットが内蔵されている。
機能面では、約320万画素CMOSカメラを装備し、主な対応サービス・機能は、iコンシェル、iウィジェット、iモードブラウザのバージョンアップ、Bluetooth、iアプリタッチ、国際ローミング（3G）、FOMAハイスピード（下り最大7.2Mbps）となる。N-04Aとの同様にタッチセンサーに対応しており、閉じたままワンセグやカメラなどを起動できるほか、iモードブラウザ使用時のスクロールなどにも使用することができる。
内蔵の絵文字は1200種類あり元祖天才バカボンやバザールでござーるなどのデコメ絵文字がプリインストールされている。 
| 主な対応サービス                   | 主な対応サービス                                                    | 主な対応サービス                       | 主な対応サービス                                     |
| ---------------------------------- | ------------------------------------------------------------------- | -------------------------------------- | ---------------------------------------------------- |
| タッチパネル                       | FOMAハイスピード7.2Mbps                                             | Bluetooth                              | DCMX／おサイフケータイ                               |
| iアプリオンライン／地図アプリ      | 直感ゲーム／メガiアプリ                                             | iウィジェット                          | マチキャラ／iコンシェル                              |
| ホームU／ポケットU                 | GPS／ケータイお探し                                                 | デコメール／デコメ絵文字／デコメアニメ | iチャネル                                            |
| 着もじ／プッシュトーク             | テレビ電話／キャラ電                                                | 電話帳お預かりサービス                 | フルブラウザ                                         |
| おまかせロック／バイオ認証         | 外部メモリーへiモードコンテンツ移行／ユーザーデータ一括バックアップ | トルカ                                 | iC通信／iCお引越しサービス                           |
| きせかえツール／ダイレクトメニュー | バーコードリーダ／名刺リーダ                                        | 2in1                                   | エリアメール／ソフトウェアーアップデート自動更新     |
| GSM／3Gローミング（WORLD WING）    | 着うたフル／うた・ホーダイ                                          | Music&Videoチャネル／ビデオクリップ    | デジタルオーディオプレーヤー(WMA)(AAC)(SDオーディオ) |

1. ↑  インカメラは無い為「体を動かす」を中心とした一部のコンテンツは非対応
2. ↑  microSDHCメモリーカードは非対応

### ワンセグ機能
- 字幕放送
- クイックインフォ&スタイルチェンジ
- Gガイド番組表リモコンからの録画予約
- タイムシフト再生
- 倍速再生

## 歴史
- 2009年5月19日 - F-08A・F-09A・N-06A・N-07A・N-08A・N-09A・P-07A・P-08A・P-09A・P-10A・SH-05A・SH-06A・SH-07A・L-04A・L-06A・HT-03A・T-01Aの開発を発表。
- 2009年7月10日 - 発売開始。

## 不具合
- 2009年11月12日に以下の変更がソフトウェアの更新でなされた。
  - iモードブラウザの一部機能（JavaScript機能）を再有効化
- 2010年4月27日に以下の不具合改修がソフトウェア更新で実施された。
  - T9入力方式で英語入力を行った場合に、表示までに時間がかかることがある
  - Enjoy Exercise機能を用いて時間を測定した場合に、正しく表示されない場合がある
- 2011年2月18日に以下の不具合改修がソフトウェア更新で実施された。
  - iモード通信時に画像ファイルのアップロードができない場合がある
- (参照)N-07Aの製品アップデート情報 - NTTドコモ